# Músculo zigomático menor
O músculo zigomático menor é um músculo da boca.